# 天主教克利馬內教區
天主教克利馬內教區（拉丁語：Dioecesis Quelimanensis）是莫桑比克一個羅馬天主教教區，屬貝拉總教區。
教區成立於1954年10月6日，位於贊比西亞省西部，2004年有教友714,000人（佔轄區總人口87.5%）、廿二個堂區、五十七名司鐸。現任教區主教為依拉洛·達克魯茲·馬辛加。